# Oldambt

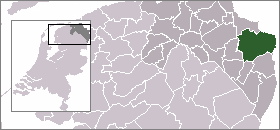
Oldambts läge (grönt) i Groningen (mörkgrått).

Oldambt är en kommun i provinsen Groningen i Nederländerna. Kommunens totala area är 295,96 km² (där 68,16 är vatten) och invånarantalet är på 38 087 (2017).